# 남부록키산늑대
남부록키산늑대(Canis lupus youngi)는 미국 아이다호주 남동부, 와이오밍주 남서부, 네바다주 북동부, 유타주 서부, 콜로라도주 중심부, 애리조나주 북서부, 뉴멕시코주 북서부에 서식했을 것으로 추정하는 회색늑대의 아종이다. 이 종은 밝은 색을 가지고 있으며 중형 크기의 종으로 대평원늑대와 비슷하게 생겼지만 이 종보다 더 크며 색깔이 더 거무스름하다.
2005년 기준, 이 종은 MSW3에서 유효한 회색늑대의 아종으로 구분하고 있으며, 미국 어류 및 야생동물관리국에서는 대평원늑대와 같은 종으로 보고 있다.